# Diarthrodes dissimilis
Diarthrodes dissimilis är en kräftdjursart som beskrevs av Lang 1965. Diarthrodes dissimilis ingår i släktet Diarthrodes och familjen Thalestridae. Inga underarter finns listade i Catalogue of Life.